# Enotna lista (Avstrijska Koroška)
Enotna lista (nemško Einheitsliste; kratica EL) je koroško-slovenska manjšinska politična stranka, ki se sama opredeljuje za »svetovnonazorsko odprta zbirna stranka slovenske narodne skupnost, kakor tudi kot regionalna stranka južnokoroškega prostora, ki je odprta tudi za pripadnike večinskega naroda, ki podpirajo vsebinski program EL«.
Trenutni predsednik stranke je Vladimir Smrtnik.

## Zgodovina
Stranka je bila ustanovljena leta 1991 z združitvijo Kluba slovenskih občinskih svetnikov in Koroške Enotne liste.
Leta 2009 je stranka dosegla največji uspeh, ko je bil njen član, Franz Josef Smrtnik kot prvi član stranke izvoljen za župana Železne Kaple - Bele.